# منتخب موناكو لكرة السلة
منتخب موناكو الوطني لكرة السلة (بالفرنسية: Équipe de Monaco de basket-ball)‏ هو ممثل موناكو الرسمي في المنافسات الدولية في كرة السلة .